# Stanisław Witkiewicz
Stanisław Witkiewicz (litovsko: Stanislovas Vitkevičius), poljski slikar, umetnostni teoretik in ljubiteljski arhitekt, 8. maj 1851, Pašiauše (poljsko: Poszawsze), Litva, † 5. september 1915, Lovran, Hrvaška
Znan je po ustvarjanju zakopanskega sloga.

## Življenje
Witkiewicz se je rodil v Poszawszueju (poljsko: Poszawsze) v  Žemaitiji , v današnji Litvi, v deželah razdeljene poljsko-litovske skupnosti, ki ji je takrat vladal Ruski imperij. Izhajal je iz plemiške družine.
Kot mladostnik je nekaj let preživel v sibirskem Tomsku, kamor so bili njegovi starši in dva starejša brata izgnani zaradi svoje udeležbe v Januarski vstaji. Študiral je na Akademiji za likovno umetnost v Sankt Peterburgu (1868–1871) in nadaljeval študij v Münchnu (1872–1875). Med bivanjem v Münchnu je prijateljeval s slikarji kot je Aleksander Gierymski, Józef Chełmoński in Henrik Siemiradzki.
Leta 1875 se je preselil v Varšavo in uredil slikarsko delavnico v pralnici v hotelu Europejski. Leta 1884 se je poročil z Marijo Pietrzkiewicz. Par je imel sina Stanislava Ignacyja. Sinova botra je bila mednarodno znana igralka Helena Modjeska, ki bi jo starejši Witkiewicz leta 1876 moral spremljati v Kalifornijo v ZDA.
V letih 1884–1887 je Witkiewicz delal kot umetniški direktor tednika Wędrowiec, za katerega je napisal vrsto člankov o vrednotah umetniškega dela in vlogi umetniških kritikov (objavljen v knjižni obliki pod naslovom Slikanje in kritika med nami – Sztuka i krytyka u nas, 1891 in 1899). Leta 1887 je imel isti položaj v reviji Kłosy.
Leta 1886 je prvič obiskal Zakopane. Navdušil se je nad gorami, podhalskimi gorjani (gorali in njihovimi ljudskimi običaji. Njegova ambicija je postala ustvariti poljski narodni slog s črpanjem vsepoljskih oblik iz arhitekturne in dekorativne umetnosti gorjanov.
Oblikoval je zakopanski arhitekturni slog (styl zakopiański) (znan tudi kot Witkiewiczev slog (styl witkiewiczowski), v katerem je zasnoval domove in notranjost za dobro situirane, umetnosti naklonjene Poljake. Bil je močno povezan z Zakopanami in jih promoviral v umetniški skupnosti.
Zasnoval je arhitekturo in notranjost nekaj vil, med njimi:
- Koliba, projekt 1891-1892, leto izgradnje 1892-1892, investitor Zygmunt Gnatowski, gradbeniki: Maciej Gąsienica, Staszek Bobak, Klimek Bachleda, Jasiek Stachoń,
- Dom pod Jedlami, zgrajen leta 1897, investitor Jan Gwalbert Pawlikowski, graditelj: Zapotocze in Obrochta,
- Pepita (pozneje Łada), zgrajena 1893-1894, investitor Bronisław Chrostowski, vila je zgorela 15. januarja 1928,
- Korwinówka (danes Oksza), leto izgradnje 1895-1896, investitorja Bronisław in Wincenty Kossakowski, graditelja Wojciech Roj in Jan Obrochta, trenutno je last muzeja Tatra,
- Zofiówka, zgrajena v letih 1895-1896, investitor Stanisław "Sas" Doliński, graditelj Jan Obrochta, je leta 1946 pogorela.

Witkiewicz je imel strog pogled do formalno izobrazbo: »šola se popolnoma ne sklada s psihološkim značajem ljudi«. To načelo je uporabil pri sinovi vzgoji in bil razočaran, ko se je 20-letni Witkacy odločil za vpis na likovno akademijo v Krakovu.
Leta 1908 je starejši Witkiewicz, ki je zbolel za tuberkulozo, zapustil svojo družino v Zakopanah in se preselil v Lovran, modno letovišče v takratni Avstro-Ogrski, ki je danes na Hrvaškem. Leta 1915 je tam umrl. Marija Dembowska je nosila skrinjico s truplom po vojni razpadli Evropi. V Zakopane je prispela 13. septembra 1915. 14. septembra je bila krsta v pokopališki kapeli na Nowotarski ulici. Pogreb, na katerem so poleg gorjanov in vodnikov iz Tatr sodelovali, med drugim, Stefan Żeromski, Jan Kasprowicz, Leon Wyczółkowski, Ludwik Solski, Jan Rembowski, Jan Skotnicki in Teodor Axentowicz, je potekal 17. septembra 1915. Stanisław Witkiewicz je bil pokopan na starem pokopališču pri Pęksowy Brzyzek.
Njegova prva monografska umetniška razstava je bila leta 1927 uprizorjena v Društvu likovnih umetnikov Zachęta. Njegov sin Stanisław Ignacy Witkiewicz je postal znan slikar, dramatik, romanopisec in filozof, znan tudi po psevdonimu Witkacy.

## Izbrane publikacije
- "Policja a sztuka" ("Policija in umetnost") (1902),
- "Chrześcijaństwo i katechizm. O nauce religii w szkołach galicyjskich ['Krščanstvo in katekizem. O poučevanju vere v galicijskih šolah'] (1904),
- Wallenrodyzm czy znikczemnienie ['Wallenrod-ism ali postaneš neugleden'] (objavljeno v Kultura Polski 1917, fragment dela Studium o duszy polskiej po 1863 roku ['Študija poljske duše po letu 1863'],
- Przełom ['Prelomnica'],
- Lifeycie, etyka i rewolucja ['Življenje, etika in revolucija'],
- Na przełęczy. Wrażenia i obrazy z Tatr ['Na gorskem prelazu. Vtisi in podobe iz Tatr'] (1891, prvič objavljeno v Tygodnik Ilustrowany 1889–1890),
- Po latach ('Leta kasneje'] (1905),
- Z Tatr ['Iz Tatr'] (1907),
- Monografije: Juliusz Kossak (1900), Aleksander Gierymski (1903), Matejko (1908).

## Izbrane slike
- Na Baltiku pri Palangi
- Ovce v megli
- Sibirska  trojka
- Črno jezero